# Pont de la route de Vauguières
Le pont de la route de Vauguières est un pont routier et ferroviaire en cours de construction à Montpellier, dans l'Hérault, en France. D'une longueur de 36 mètres et d'une largeur de 34, il doit permettre le franchissement de l'autoroute A709 par le prolongement de la ligne 1 du tramway de Montpellier jusqu'à la gare de Montpellier-Sud-de-France. Sa mise en service est prévue en 2025.